# Підлісне (Стерлітамацький район)
Підлі́сне (рос. Подлесное, башк. Подлесный) — присілок у складі Стерлітамацького району Башкортостану, Росія. Адміністративний центр Підлісненської сільської ради.
Населення — 376 осіб (2010; 350 в 2002).
Національний склад:
- чуваші — 67%